# Satoru Mochizuki
Satoru Mochizuki (Prefettura di Shiga, 18 maggio 1964) è un ex calciatore giapponese, di ruolo centrocampista.